# SN 2007ja
SN 2007ja – supernowa typu II-P odkryta 3 września 2007 roku w galaktyce A233005+0043. W momencie odkrycia miała maksymalną jasność 21,70m.